# 望廈聖方濟各堂
望廈聖方濟各堂（葡萄牙語：Igreja de São Francisco Xavier）是一座澳門天主教教堂，由天主教澳門教區管理。位於澳門望廈俾利喇街116至118號，建立於1907年。

## 堂區歷史
聖堂建於1907年，1938年重建，2000年成立準堂區。現升格為堂區。

## 堂區主保

聖方濟·沙勿略

聖方濟·沙勿略為澳門教區之主保聖人，瞻禮定於每年12月3日。他是耶穌會創始人之一，首先将天主教传播到亚洲的馬六甲和日本，天主教会称之为“历史上最伟大的传教士”，是“传教士的主保”。

## 彌撒及禮儀時間

### 彌撒
- 主日彌撒：上午8：15、9：30 (粤語)
- 晚上6：00(粤語)
- 星期六提前主日彌撒：晚上5：30(英語)
- 平日彌撒：上午7：00、7：30 (粤語)

## 相冊

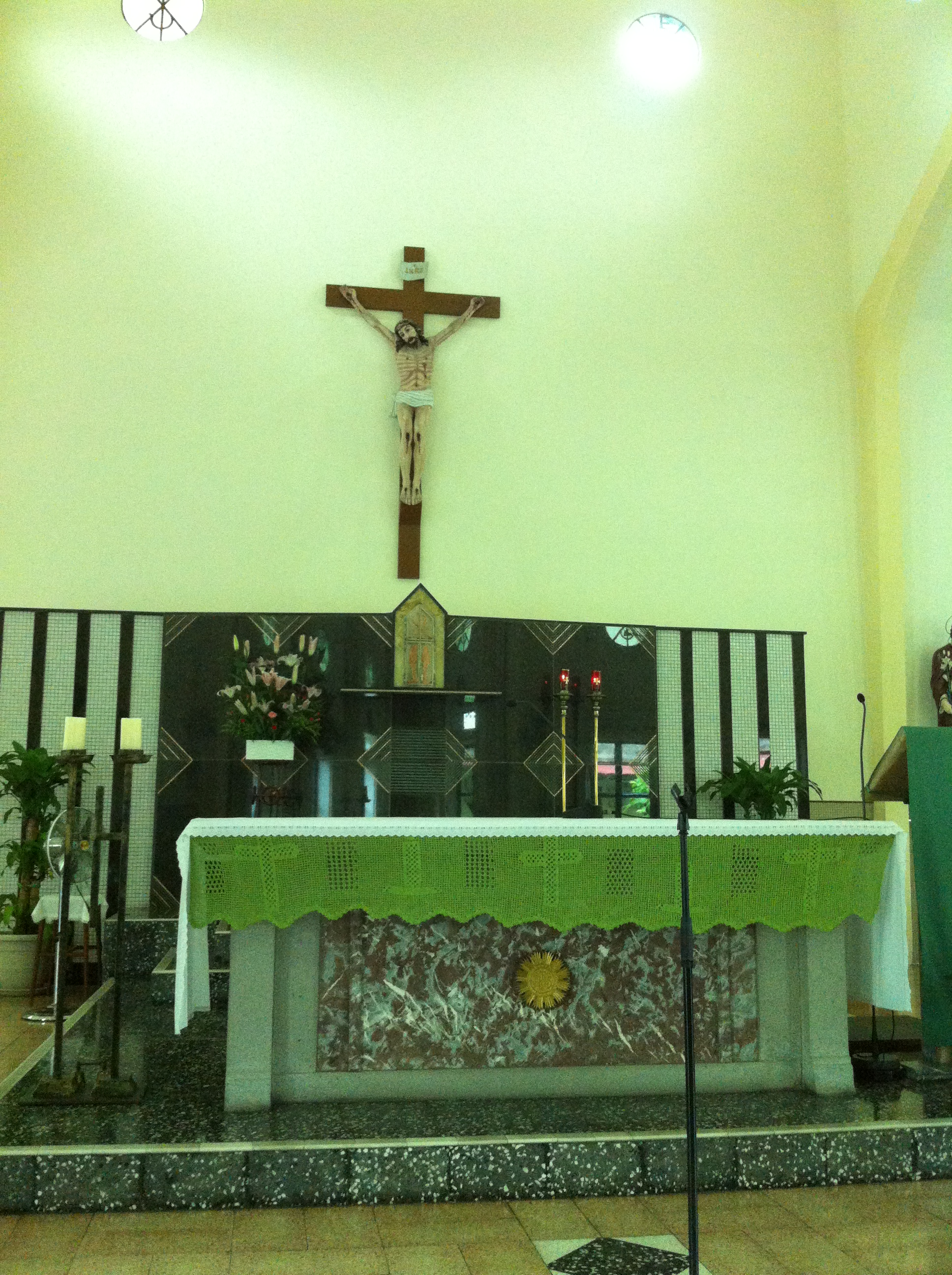
教堂祭台
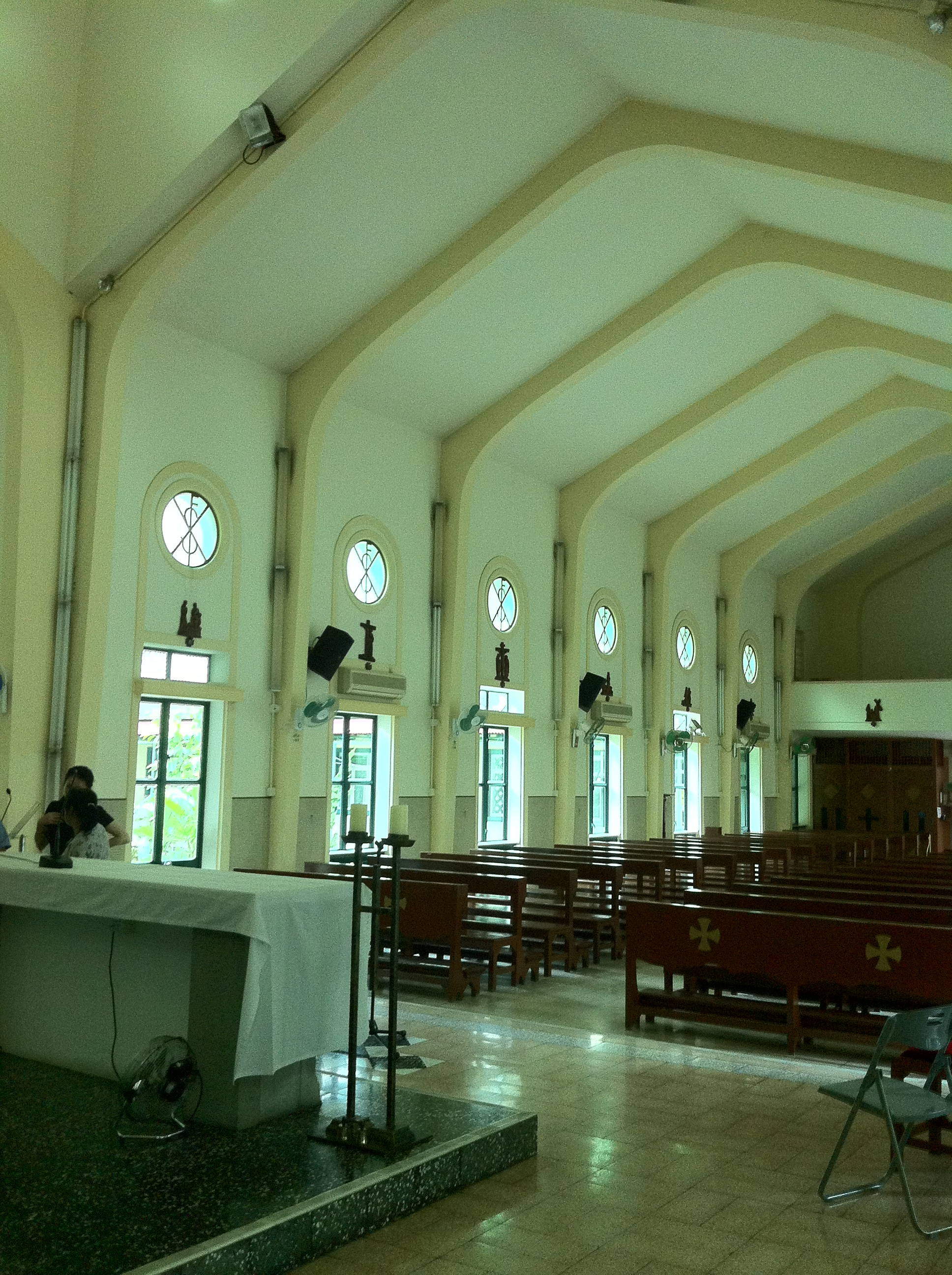
教堂內部
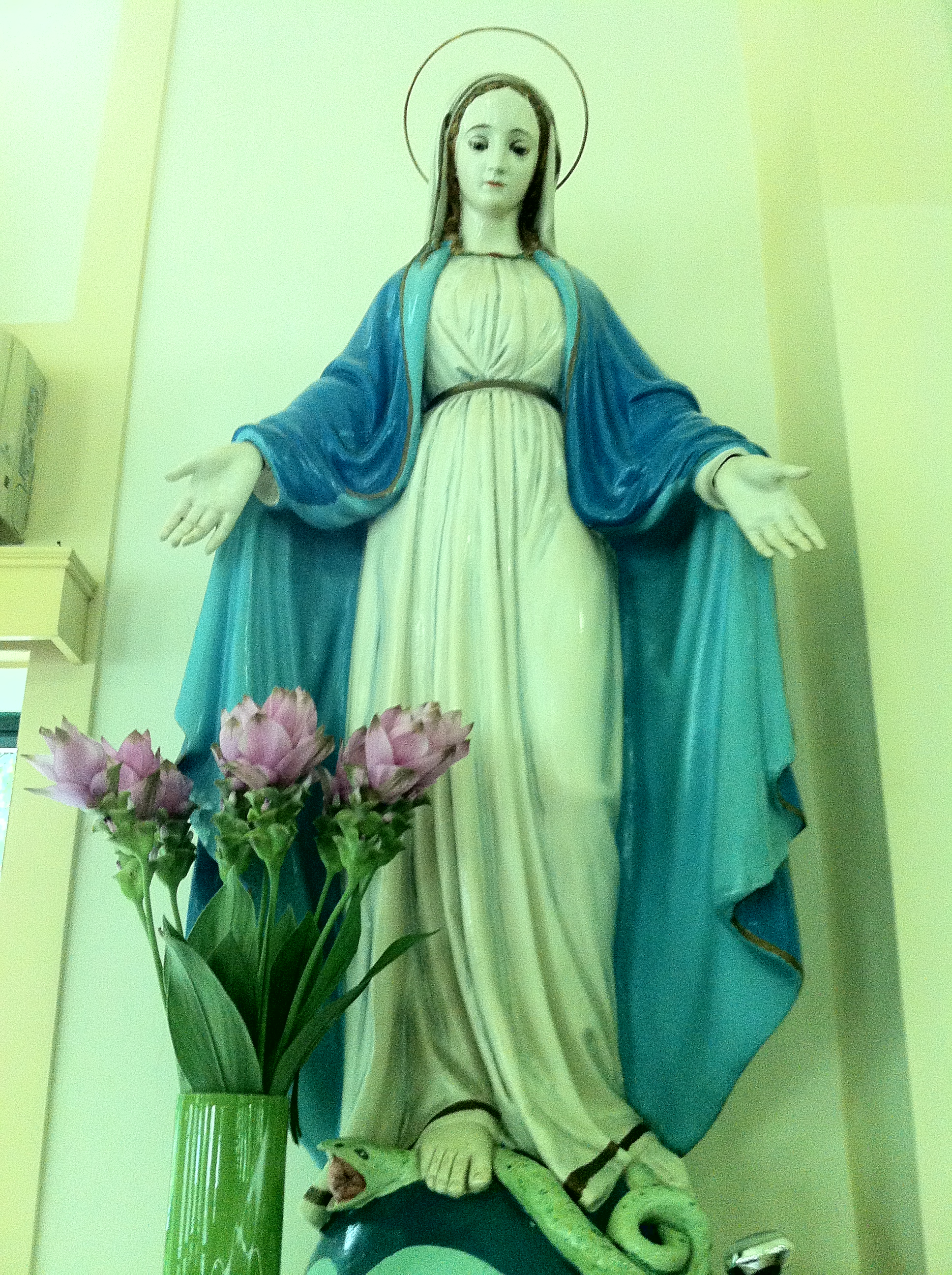
在祭台左面的聖母像
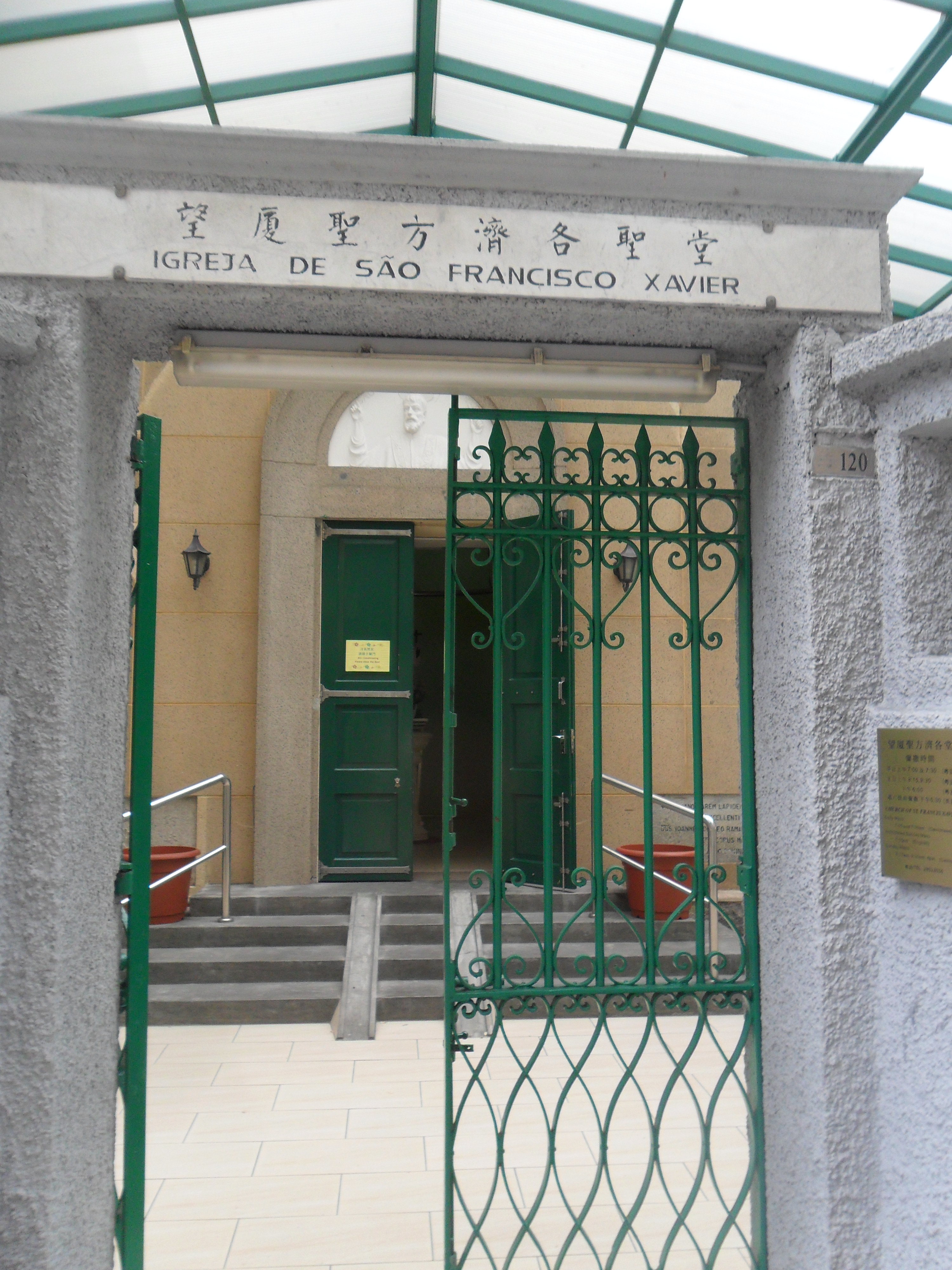
教堂正門

## 外部連結
- 天主教澳門教區
- 望廈聖方濟各堂網站